# Croton francoanus
Espèce
Croton francoanus est une espèce de plantes à fleurs du genre Croton et de la famille des Euphorbiaceae, présente au Mexique (Guerrero, Oaxaca, Chiapas).
Il a pour synonyme :
- Oxydectes francoana, (Müll.Arg.) Kuntze